# باتريك جريتش
باتريك جريتش (بالألمانية: Patrick Gretsch)‏ مواليد 7 أبريل 1987 في إرفورت، ألمانيا الشرقية، هو دراج ألماني.

## روابط خارجية
- باتريك جريتش على موقع الاتحاد الدولي للدراجات (الإنجليزية)
- باتريك جريتش على موقع أرشيف الدراجات (الإنجليزية)
- باتريك جريتش على موقع إحصائيات الدراجات الإحترافية (الإنجليزية)
- باتريك جريتش على موقع نسبة الدراجات (الإنجليزية)
- باتريك جريتش على موقع CycleBase (الإنجليزية)